# Zora Slokar
Zora Slokar (* 1980 in Bern, Schweiz) ist eine schweizerische Hornistin.
Zora Slokar wurde in Bern geboren und lernte zuerst Geige zu spielen. Mit 16 Jahren begann sie mit dem Hornspiel. Zuerst wurde sie von ihrem Vater unterrichtet, danach an der Hochschule für Musik in Bern von Thomas Müller. Gleichzeitig setzte sie ihr Violinstudium fort und schloss es mit 21 Jahren ab mit dem Lehrdiplom. Fortan studierte sie Horn in Maastricht und in Zürich bei Radovan Vlatković.
Slokar gewann zahlreiche Preise:
- 1. Preis am Anemos Wettbewerb in Rom 2002
- 1. Preis am Ceccarossi Wettbewerb in Rom 2003.
- Finalteilnahme am Paxman Wettbewerb in London u. a.

Sie war Solohornistin im Gustav Mahler Jugendorchester und im UBS Verbier Festival Orchester; gegenwärtig ist sie Solohornistin des Orchestra della Svizzera italiana in Lugano.
| Personendaten    | Personendaten            |
| ---------------- | ------------------------ |
| NAME             | Slokar, Zora             |
| KURZBESCHREIBUNG | schweizerische Hornistin |
| GEBURTSDATUM     | 1980                     |
| GEBURTSORT       | Bern, Schweiz            |